# Liden klokke
Liden klokke (Campanula rotundifolia) eller blåklokke er en 10-40 cm høj urt, der vokser langs vejkanter og på heder og overdrev.

## Beskrivelse
Liden klokke er en flerårig urt, som danner en flad bladroset og en opret, blomsterbærende stængel. Bladene i rosetten er langstilkede og nyre- eller hjerteformede med nogle få, grove tænder langs randen. Stængelbladene er spredtstillede, lancetformede og helrandede.
Blomstringen sker i juli-september, og blomsterne sidder endestillet på de spinkle stængler i nogle fåblomstrede stande eller enkeltvis. De enkelte blomster er forholdsvis store, dybblå og klokkeformede. Frugterne er kapsler med ret store frø.
Rodnettet er kraftigt og dybtgående.
Højde x bredde og årlig tilvækst: 0,25 x 0,25 m (25 x 25 cm/år). Målene kan bruges til beregning af planteafstande, når arten anvendes som kulturplante.

## Voksested
Planten er udbredt i Nordamerika (ned til Mexico), Sibirien, Centralasien og Europa. Den er meget almindelig i Danmark, hvor den findes på lysåbne voksesteder med magre, tørre jorde, og det vil sige skovbryn, vejkanter, overdrev og heder.
I overdrevsprægede folde på Mols Bjerge med hestegræsning året rundt findes arten sammen med bl.a. alm. hvene, spergel, bidende stenurt, bølget bunke, engrapgræs, bredbladet vejbred, fåresvingel, hvid kløver, rød svingel og vellugtende gulaks

## Mælkesaft
Alle dele af planten indeholder mælkesaft.
| Portal | Portal:Botanik |